# Jay Tavare
 (septembre 2023).
Le contenu est difficilement compréhensible vu les erreurs de traduction, qui sont peut-être dues à l'utilisation d'un logiciel de traduction automatique.
Jay Tavare ([tævɑːˈreɪ]), né le 18 juin 1968, est un acteur amérindien et ancien blogueur du Huffington Post. Il est connu pour avoir incarné Vega dans l'adaptation cinématographique de 1994 du jeu vidéo Street Fighter.

## Filmographie

### Film
| Année | Titre                                  | Rôle                  | Notes                    |
| ----- | -------------------------------------- | --------------------- | ------------------------ |
| 1994  | Street Fighter                         | Vega                  | [ 2 ]                    |
| 1996  | Executive Decision                     | Nabill                |                          |
| 1999  | Unbowed                                | Waka Mani             |                          |
| 2000  | Escape to Grizzly Mountain             | Tukayoo               |                          |
| 2002  | Adaptation                             | Matthew Osceola       | [ 3 ]                    |
| 2003  | The Missing                            | Kayitah               | [ 4 ]                    |
| 2003  | Cold Mountain                          | Swimmer               |                          |
| 2003  | El Padrino                             | Special Agent Sanchez |                          |
| 2007  | Pathfinder                             | Black Wing            | [ 5 ]                    |
| 2008  | Turok: Son of Stone                    | Koba                  | Doublage direct-to-video |
| 2011  | Vatos Locos                            | Jimmy Cavera          | Direct-to-video          |
| 2014  | Off Track                              | Pui                   | Court-métrage            |
| 2015  | The Human Centipede 3 (Final Sequence) | Inmate 346            |                          |
| 2015  | Bone Tomahawk                          | Sharp Teeth           |                          |
| 2015  | The Revenant                           |                       | Non-crédité              |
| 2015  | The Fifth Sum                          | Moctezuma             |                          |

### Télévision
| Year | Title               | Rôle               | Notes                              |
| ---- | ------------------- | ------------------ | ---------------------------------- |
| 2005 | Into the West       | Chief Prairie Fire | Épisode "Manifest Destiny"         |
| 2008 | Les Experts : Miami | Manny Ortega       | Épisode "Going Ballistic"          |
| 2012 | Longmire            | Reuben Lamebull    | Épisode "Dogs, Horses and Indians" |

### Jeux vidéo
| Year | Title                                | Rôle                              | Notes   |
| ---- | ------------------------------------ | --------------------------------- | ------- |
| 1995 | Street Fighter: The Movie            | Vega                              | Console |
| 1995 | Street Fighter: The Movie            | Vega                              | Arcade  |
| 2005 | Gun                                  | Stone Hand / Native American 2    |         |
| 2009 | Call of Juarez: Bound in Blood       | Running River                     |         |
| 2010 | Red Dead Redemption                  | Pedestrian / Background Character |         |
| 2015 | Metal Gear Solid V: The Phantom Pain | Code Talker                       |         |